# 1929 Kollaa
1929 Kollaa è un asteroide della fascia principale. Scoperto nel 1939, presenta un'orbita caratterizzata da un semiasse maggiore pari a 2,3622468 au e da un'eccentricità di 0,0751661, inclinata di 7,77383° rispetto all'eclittica.
Fa parte della famiglia di asteroidi Vesta.
L'asteroide è dedicato all'omonimo fiume della Carelia.